# Christian Neuper (Bildhauer)
Christian Neuper (* 13. März 1876 in Weißenstadt im Fichtelgebirge; † 1950 in Weißenstadt) war ein deutscher Bildhauer.

## Leben und Leistungen

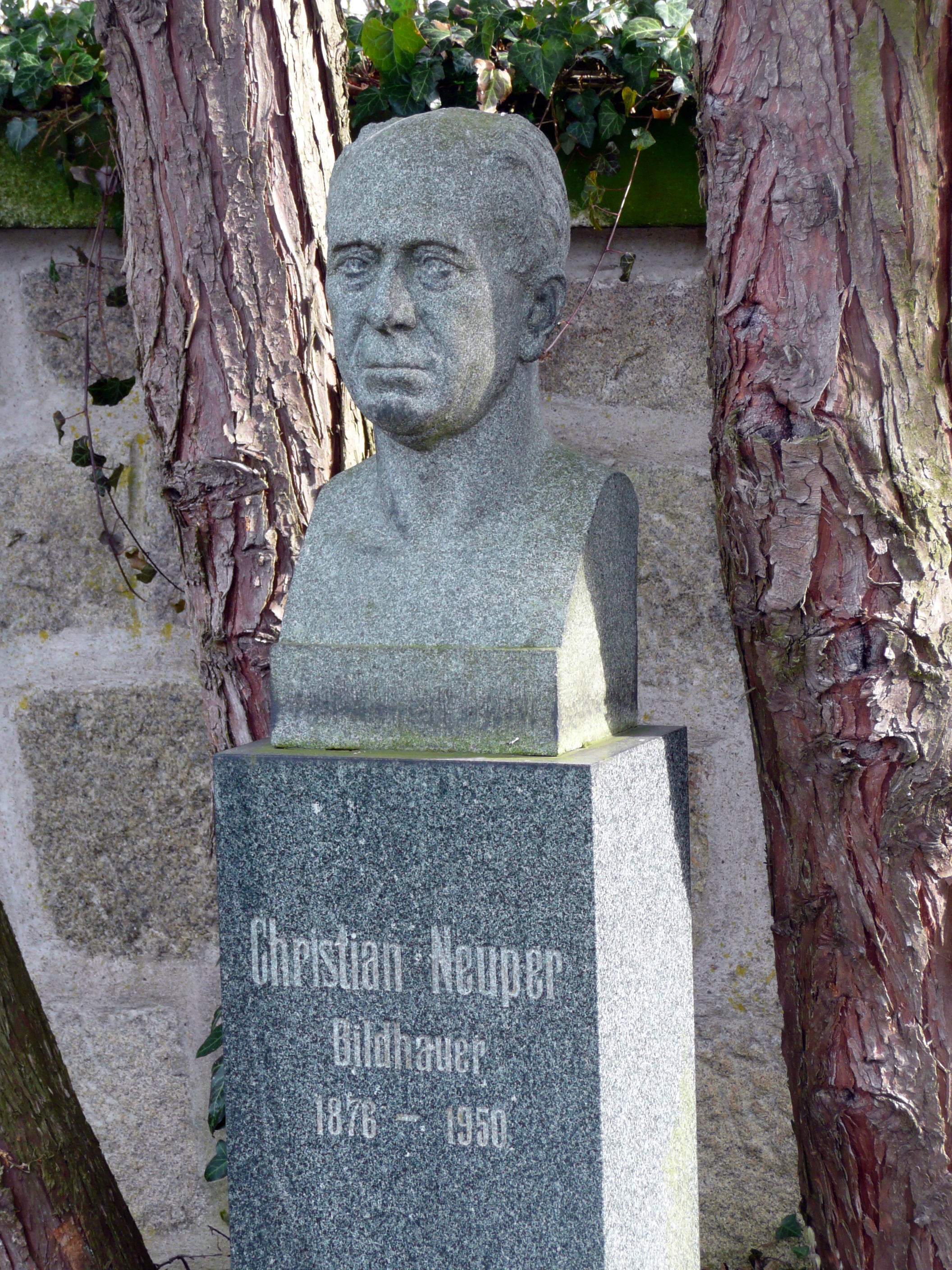
Büste des Bildhauers Christian Neuper auf dem Friedhof in Weißenstadt

Christian Neuper war der Sohn eines Steinmetzen. Der Tod des Vaters trübte die Jugend des damals acht Jahre alten künstlerisch und handwerklich begabten Jungen. Er begann mit seiner Lehre im Alter von 13 Jahren bei der Granitschleiferei Ackermann in Weißenstadt. Mit 16 Jahren zog er nach Roth am Sand bei Nürnberg zur Verfeinerung des Handwerks. Dort studierte er an der Kunstgewerbeschule unter Heinrich Schwabe. Seine erste Arbeitsstelle war die Bildhauerei Schneider in Nürnberg. Im Alter von 19 Jahren zog er nach Berlin und arbeitete vermutlich als künstlerisch-technischer Assistent. 
1899 arbeitete Neuper sich in Carrara (Italien) in die Marmorbearbeitung ein, betreut durch Professor Bigi Fausto. Es folgte ein Studium der Modelliertechnik an der Accademia belli arti unter dem Professor Nicoli. Im Jahr 1904 zog Neuper nach Newcastle um. Neben der Organisation einer kleinen Ausstellung in Newcastle führte er selbstständig sämtliche städtische Auftragsarbeiten aus. In Nordengland führte er Auftragsarbeiten zur Dekoration und Verkleidung von Bauten aus. Während der Kriegsjahre 1914 bis 1919 lebte er als Zivilinternierter auf der Isle of Man. In dieser Zeit war er mit größeren Arbeiten und kleineren Plaketten beschäftigt und schuf eine große Anzahl von Porträt-Plaketten. 
Im Februar 1919 kam er in die Heimat nach Weißenstadt zurück und versuchte erneut, sich selbstständig zu machen. Von 1920 bis 1922 war Neuper Leiter einer Granitbildhauerschule in Wunsiedel. Während der Inflationszeit wurde die Schule jedoch wieder aufgelöst. In den Folgejahren bekam er nur wenige Aufträge. 1923 gründete er eine eigene Granitbildhauerwerkstatt und führte Arbeiten an Krieger- und Grabmalen, Gedenktafeln, Porträts und figürlichen Werken an Schulen aus. Er erhielt allgemeine Anerkennung als Spezialist für künstlerische Bearbeitung von Hartgestein und organisierte zahlreiche Ausstellungen, unter anderem in Berlin, München, Bamberg, Coburg, Hof und Bayreuth. 1943 und 1944 war, jeweils mit Plaketten, auf der Großen Deutschen Kunstausstellung in München vertreten.

## Werke
- Bismarck-Büste aus Granit (1928) im Bismarck-Turm der Stadt Hof[3]
- Kriegerdenkmal der Stadt Weißenstadt, 1928
- Kriegerdenkmal der Stadt Mitterteich (1933)
- 3 Grazien von Genova in Marmor
- Mehrere Porträts in Stein von Personen des öffentlichen Lebens während des Englandaufenthalts
- Selbstbildnis in Hartgestein
- Bildniskopf der Mutter des Künstlers aus Proterobas[4]

Neuper erhielt Auszeichnungen für seine Werke in Deutschland, Großbritannien und Italien.